# Хуань Чу
Чу (кит. трад. 楚) — короткоживущее государственное образование, существовавшее на территории Китая в начале V века. Чтобы отличать от прочих имевшихся в истории Китая государств, носивших название «Чу», к его названию обычно добавляют фамилию основателя — «Хуань», и называют «Хуань Чу».

## История
В 397 году на трон империи Цзинь был возведён император Ань-ди. Так как он был от рождения слабоумным, то вместо него фактически правили регенты, некомпетентность которых привела к восстаниям в стране. В 401 году генерал Хуань Сюань захватил столицу империи город Цзянькан и сверг регента Сыма Юаньсяня. Осенью 403 года Хуань Сюань принудил императора дать ему титул Чу-вана (楚王), а зимой вынудил издать указ о передаче ему трона.
Хуань Сюань провозгласил окончание существования империи Цзинь и образование нового государства, получившего название Чу. Он посмертно присвоил своим родителям — генералу Хуань Вэню и Сыма Синнань (дочери императора Мин-ди) — титулы «император» и «императрица», дал титул императрицы своей жене, и начал большое дворцовое строительство, которое легло тяжким бременем на народ.
Весной 404 года против Хуань Сюаня восстал генерал Лю Юй. Хуань Сюань, захватив с собой свергнутого императора Ань-ди, бежал на запад, в Цзянлин, находившийся в его исконных владениях. Лю Юй, захватив Цзянькан, провозгласил восстановление империи Цзинь. Летом 404 года Лю Юй подошёл с войсками к Цзяньлину. Хуань Сюань был убит, а чиновники Ван Канчань и Ван Тэнчжи вновь провозгласили в Цзянлине Ань-ди императором. Однако вскоре Хуань Чжэнь — племянник Хуань Сюаня — неожиданно захватил Цзянлин и взял Ань-ди в заложники, продолжая, однако, почитать его как императора Цзинь. Весной 405 года Лю Юй взял Цзянлин, и Хуань Чжэнь бежал. Император был возвращён в столицу Цзянькан; с государством Чу было покончено.

## Императоры Чу
| Храмовое имя | Посмертное имя       | Личное имя                 | Годы правления | Эра правления (年號 niánhào) и годы эры |
| ------------ | -------------------- | -------------------------- | -------------- | --------------------------------------- |
| отсутствует  | Удао-хуанди 武悼皇帝 | Хуань Сюань 桓玄 Huán Xuán | 403—404        | - Юнши (永始) 403—404                   |